# Мари Дреслър
Мари Дреслър (на английски: Marie Dressler) е канадска актриса. 

## Биография
Тя не е типичната холивудска актриса, защото има пълна фигура и неизразителни черти. Най-голяма популярност постига едва след навършване на 60 години. Носителка на Оскар през 1931 година. Играла е във филми заедно с Чарли Чаплин. Умира от рак.

## Избрана филмография
| Година | Филм       | Оригинално заглавие | Роля        | Режисьор      |
| ------ | ---------- | ------------------- | ----------- | ------------- |
| 1930   | Ана Кристи | Anna Christie       | Марти Оуенс | Кларънс Браун |
| 1930   | Мин и Бил  | Min and Bill        | Мин         | Джордж Хил    |